# Arrondissement Segré
Segré is een arrondissement van het Franse Maine-et-Loire in de regio Pays de la Loire. De onderprefectuur is Segré.

## Kantons
Het arrondissement was tot 2014 samengesteld uit de volgende kantons:
- Kanton Candé
- Kanton Châteauneuf-sur-Sarthe
- Kanton Le Lion-d'Angers
- Kanton Pouancé
- Kanton Segré

Na de herindeling van de kantons bij decreet van 26 februari 2014, met utwerking op 22 maart 2015 en de aanpassing van de arrondissementsgrenzen omvat het volgende kantons:
- Kanton Segré-en-Anjou Bleu
- Kanton Chalonnes-sur-Loire (deel van één gemeente)
- Kanton Tiercé (deel : 11 volledige gemeenten en deel van één gemeente)

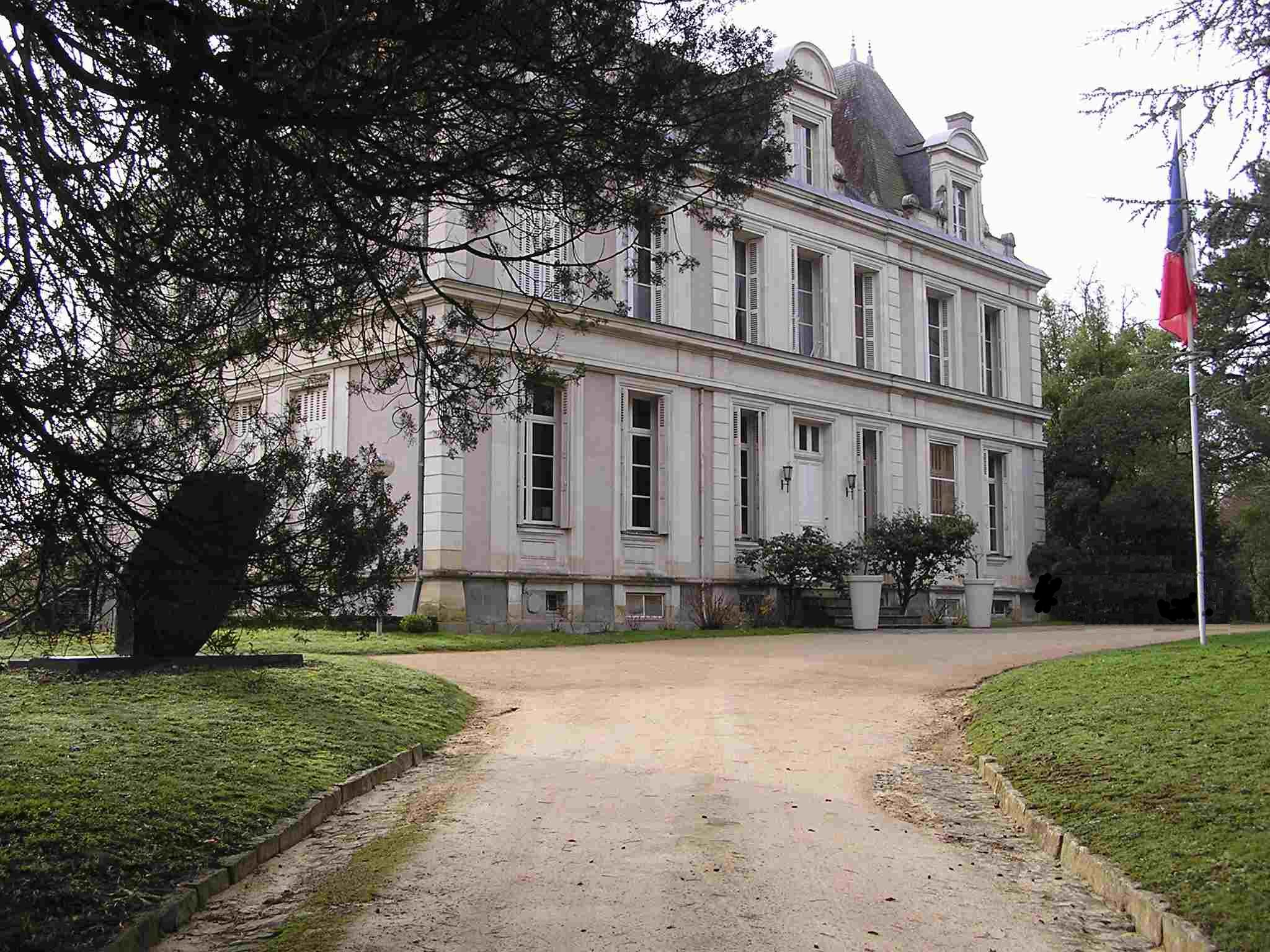
Kantoor van de onderprefectuur Segré